# Ad-Dukhaylah
Ad-Dukhaylah es un distrito de la gobernación de Alejandría, Egipto. En julio de 2017 tenía una población estimada de 473 924 habitantes.
Se encuentra ubicado al norte del país, cerca de la costa del mar Mediterráneo y al oeste de El Cairo.